# Olivier Macé
Pour les articles homonymes, voir Macé.
Olivier Macé, né le 4 avril 1963 à Alençon, est un comédien - formé aux Ateliers du Cargo théâtre (1986-1988) puis au Cours Simon en 1989 - et metteur en scène de théâtre.
Depuis plusieurs années, il signe ses mises en scène avec Jean-Pierre Dravel.
Olivier Macé est aussi Docteur en physique optique ; il a dirigé un laboratoire de recherches pendant cinq ans puis a fait une carrière de management d'entreprise avant de devenir comédien. Il a écrit avec Sonia Dubois Coachez vos vies ! ou 25 conseils pour retrouver la confiance en soi publié chez Flammarion.

## Comédien
- 1998 : Les Mains sales de Jean-Paul Sartre, mise en scène Jean-Pierre Dravel, Théâtre Antoine
- 2005 : Love ! Valour ! Compassion ! de Terence Mc Nally, mise en scène Olivier Macé et Jean-Pierre Dravel, Théâtre de la Porte-Saint-Martin

## Metteur en scène
- 2000 : Ladies night d'Antony Mc Carten, Stephen Sinclair, Jacques Collard, mise en scène avec Jean-Pierre Dravel, Théâtre Rive Gauche
- 2001 : Ma femme est folle de Jean Barbier, mise en scène avec Jean-Pierre Dravel, Théâtre des Nouveautés
- 2001 : Bon appétit, Messieurs ! de Jean Galabru, mise en scène avec Jean-Pierre Dravel, Théâtre Comédia
- 2002 : Giroise de Jean-Claude Carrière, Théâtre du Guichet Montparnasse
- 2002 : Faut-il tuer le clown ? de Jean-François Champion, mise en scène avec Jean-Pierre Dravel, Théâtre Comédia
- 2003 : Un homme parfait de Michel Thibaud, mise en scène avec Jean-Pierre Dravel, Théâtre de la Michodière
- 2004 : Les Amazones de Jean-Marie Chevret, mise en scène avec Jean-Pierre Dravel, Théâtre Rive Gauche, Théâtre des Bouffes-Parisiens en 2005, Théâtre Rive Gauche en 2006
- 2004 : Décalage lombaire de John Graham, mise en scène avec Jean-Pierre Dravel, Comédie de Paris
- 2004 : Copier/Coller de Jean-Marie Chevret, mise en scène avec Jean-Pierre Dravel, Théâtre Michel
- 2005 : Les Héritiers d'Alain Krief, mise en scène avec Jean-Pierre Dravel, Théâtre Rive Gauche
- 2005 : Love ! Valour ! Compassion ! de Terence Mc Nally, mise en scène avec Jean-Pierre Dravel, Théâtre de la Porte-Saint-Martin
- 2006 : Clémentine de Jean Barbier, mise en scène avec Jean-Pierre Dravel, Théâtre des Nouveautés
- 2007 : Les Amazones, 3 ans après de Jean-Marie Chevret, mise en scène avec Jean-Pierre Dravel, Théâtre de la Renaissance
- 2007 : Le Mari de la feuille de Louis Feyrabend, mise en scène avec Jean-Pierre Dravel, Comédie Bastille
- 2008 : Les Demoiselles d'Avignon de Jaime Salom, mise en scène avec Jean-Pierre Dravel, Théâtre Rive Gauche
- 2009 : Ma femme est folle de Jean Barbier, mise en scène avec Jean-Pierre Dravel, Théâtre des Nouveautés
- 2009 : La Salle de bain d'Astrid Veillon, mise en scène avec Jean-Pierre Dravel, Théâtre Rive Gauche
- 2009 : Panne de télé de Laurence Jyl, mise en scène avec Jean-Pierre Dravel, Théâtre Daunou
- 2009 : La Parenthèse de Laure Charpentier, mise en scène avec Jean-Pierre Dravel, Théâtre Daunou
- 2009 & 2010: Laissez-moi sortir de Jean-Marie Chevret, mise en scène avec Jean-Pierre Dravel, Théâtre Daunou
- 2010 : La Règle de trois de Bruno Druart, mise en scène avec Jean-Pierre Dravel
- 2012 : Célibats sur cour de Jean-Marie Chevret, mise en scène avec Jean-Pierre Dravel, tournée
- 2014 : Nelson de Jean-Robert Charrier, mise en scène avec Jean-Pierre Dravel, Théâtre de la Porte-Saint-Martin
- 2015 : Ma femme est sortie de Jean Barbier, mise en scène avec Jean-Pierre Dravel
- 2015 : Pas folles les guêpes de Bruno Druart, mise en scène avec Jean-Pierre Dravel
- 2015 : Père et manque de Pascale Lécosse, avec Véronique Jannot, Frédéric Van den Driessche
- 2016 : La Surprise de Pierre Sauvil, mise en scène avec  Jean-Pierre Dravel
- 2016 : Pour le meilleur et pour le rire de Lionel Gédébé, mise en scène avec Jean-Pierre Dravel
- 2016 : Numéro complémentaire de Jean-Marie Chevret, mise en scène avec Jean-Pierre Dravel
- 2017 : Bouquet final de Vincent Azé et Raphaël Pottier, Comédie Caumartin
- 2018 : Ca reste entre nous de Brigitte Massiot
- 2018 : C'est pas du tout ce que tu crois de Elodie Wallace et Manu Rui Silva avec Séverine Ferrer, Norbert Tarayre, Danièle Évenou
- 2019 : Dernier tour de piste de Jean Franco.
- 2019 : George et Sarah de Thierry Lassalle, festival off d'Avignon
- 2019 : Dans la peau d'un superman de Dorothy Greene, tournée
- 2019 : Gina et Cléopâtre de Ariane Bachelet et Olivier Macé, tournée
- 2020 : Double jeu de Brigitte Massiot, théâtre du Gymnase
- 2021 : Ces femmes qui ont reveillé la France de et avec Valerie Bochenek et Jean Louis Debré, théâtre de la gaité Montparnasse
- 2021 : Tsunami de Jean-Michel Wanger et Olivier-Martial Thieffin
- 2022 : Bas les masques de Bruno Druart et Patrick Angonin, tournée
- 2025 : En attendant Albert de Patrick Meney, La Scène parisienne à Paris